# Lampre d'Èritres
Lampre d'Èritres (grec antic: Λάμπρος, llatí: Lamprus) fou un filòsof de l'antiga Grècia de l'escola peripatètica conegut només per una referència de la Suïda, que diu que va ser el mestre d'Aristoxen de Tàrent.